# Tyčové značení

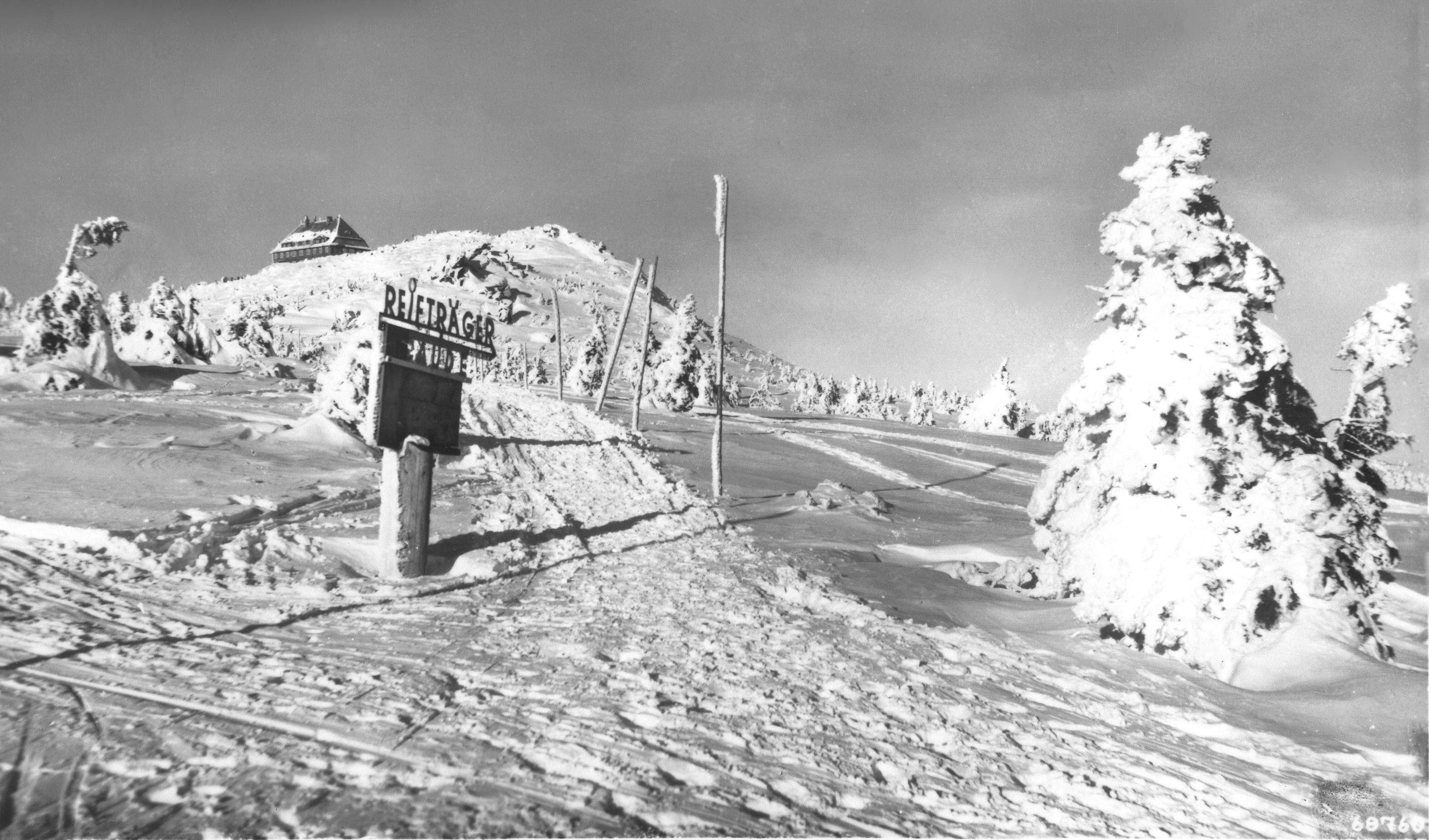
Tyčové značení v Krkonoších poblíž chaty Szrenica, první polovina 20. století

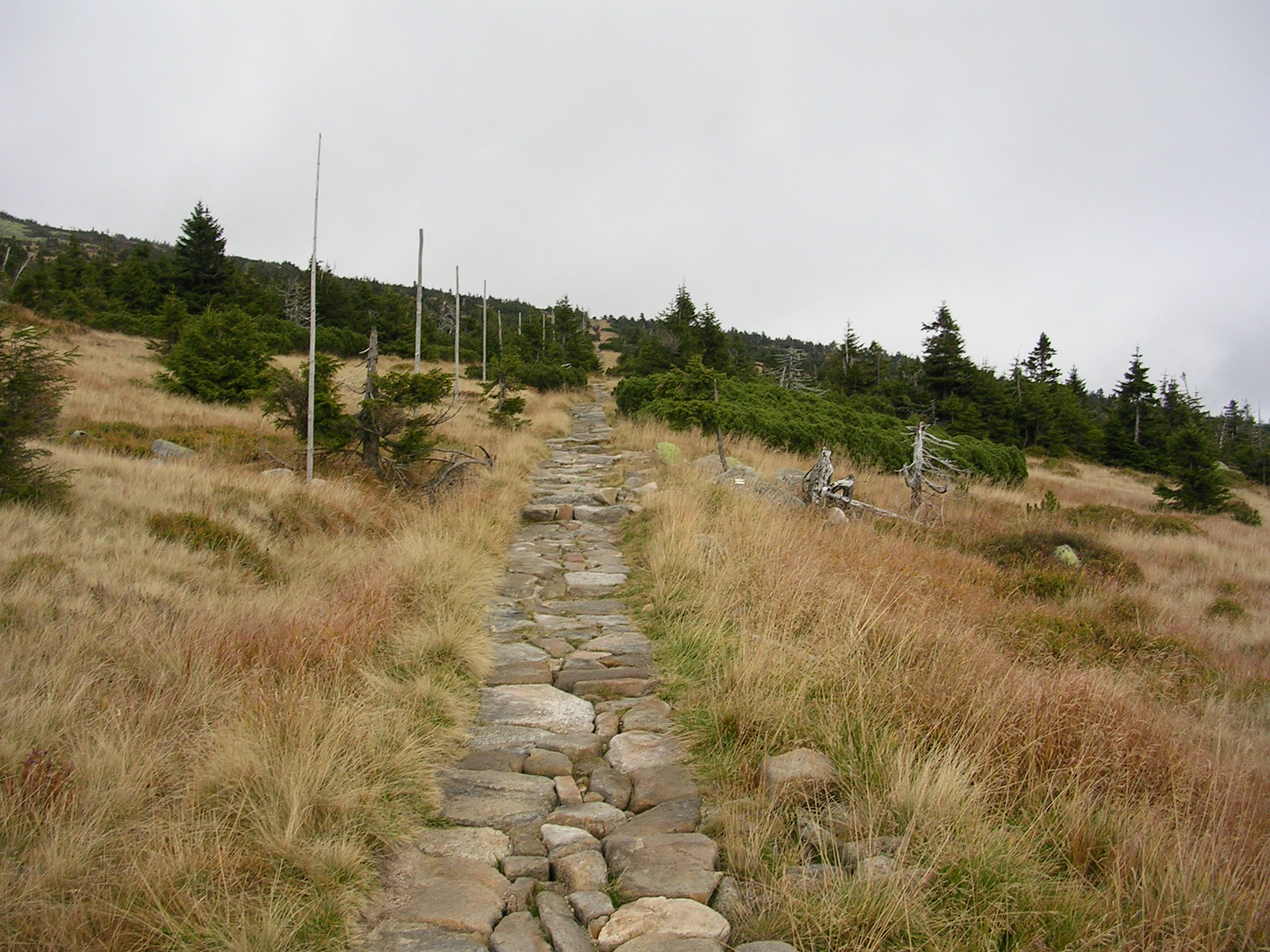
Tyčové značení v Krkonoších mezi Labskou boudou a Sněžnými jámami, v létě

Tyčové značení je druh značení cest určený pro období se sněhovou pokrývkou. Podél cesty jsou v pravidelných rozestupech rozmístěny několik metrů vysoké dřevěné tyče, takže směr trasy je viditelný i při vysoké sněhové pokrývce a zavátých stopách. Používá se zejména jako podpůrné či hlavní turistické značení lyžařských turistických tras v horských oblastech na hřebenových trasách a bezlesých pláních. V některých úsecích je zimní trasa vedena odchylně od letního značení.

## Tyčové značení v České republice
V českých horách tyčové značení udržuje horská služba. Tyčové značení hřebenových cest v Krkonoších je znázorněno již na mapách ze 17. století. Tyčové značení je místy umístěno i v některých dalších pohořích, například v Jizerských horách. Cesta na Plechý na Šumavě byla vyznačena v roce 2008. Značení je rovněž na hřebeni Hrubého Jeseníku.
V roce 2005 Horská služba ČR udržovala celkem 340 km tyčového značení.
Délka tyčí je 4 metry, přesto například v polovině března v roce 2006 v Krkonoších a Jizerských horách došlo místy k jejich zavátí. Horská služba situaci operativně řešila zapichováním nových tyčí do sněhu. Tyče se do hor vyvážejí na skútrech nebo nosí na ramenou. Během léta se připravují tyče do tzv. kuželů, kuželových stavbiček připomínajících přístřešek nebo týpí.
V Krkonoších je tyčové značení doplněno Muttichovými němými značkami, červenými plechovými symboly významných míst v Krkonoších.